# Achrysonini
Achrysonini (лат.) — триба усачей из подсемейства настоящих усачей.

## Описание
Усики у самцов длиннее тела. Четвертый и пятый членики усиков почти не отличаются от третьего и шестого. Прококсальные ямки слабо угловатые открываются сзади. Мезококсальные ямки открываются наружу. Простернальный отросток не расширен и не усечен кзади. Переднегрудь с цельным базальным краем.

## Систематика
В составе трибы:
- род: Abyarachryson Martins, 2002 (Abyarachryson signaticolle)
- род: Achryson Audinet-Serville, 1833
- род: Allogaster Thomson, 1864 (Allogaster geniculatus)
- род: Aquinillum Thomson, 1878
- род: Araespor Thomson, 1878
- род: Capegaster Adlbauer, 2006
- род: Cerdaia Monné, 2006
- род: Cotyachryson Martins, 2002
- род: Crotchiella Israelson, 1985
- род: Drascalia Fairmaire & Germain, 1864
- род: Enosmaeus Thomson, 1878
- род: Esseiachryson Martins, 2002
- род: Geropa Casey, 1912 (Geropa concolor)
- род: Huequenia Cerda, 1986 (Huequenia livida)
- род: Hysterarthron Thomson, 1864
- род: Icosium Lucas, 1854
- род: Neachryson Fisher, 1940
- род: Neoachryson Monné & Monné, 2004
- род: Nortia Thomson, 1864
- род: Saporaea Thomson, 1878
- род: Xenocompsa Martins, 1965